# Academia Militar de la Armada Bolivariana
La Academia Militar de la Armada Bolivariana (AMARB), es un centro de formación militar superior, que forma oficiales en el componente de la Armada Bolivariana perteneciente a la Fuerza Armada Nacional Bolivariana (FANB). Su sede se encuentra en Catia la Mar, estado La Guaira, y es una de las doce academias que integran la  Universidad Militar Bolivariana de Venezuela (UMBV). La AMARB conocida anteriormente como Escuela Naval de Venezuela, tiene una amplia trayectoria en Venezuela y fuera de ella, siendo el instituto de formación de oficiales navales, más antiguo de América.
Tras el proceso de formación del cadete naval en la UMBV, egresa como oficial de comando, con el grado militar de Teniente de corbeta, obteniendo después de cuatro años el título de Licenciado en Ciencias Navales en sus diferentes menciones al bachiller. Mientras que el oficial asimilado se capacita por un año y medio.

## Historia
El 21 de abril de 1811, se crea en La Guaira la Escuela Náutica de Venezuela, fue fundada por el Alférez de Fragata Vicente Parrado, quien sería uno de los dos profesores, junto con Pedro de la Iglesia. La primera promoción egresó el 29 de octubre de 1811, la integraron Juan Carcaño, Manuel de Agreda y Urloa, Luis José de Erazo, Diego de Hugo, Agustín García y José Víctor Escobar. En el año de 1912 surge el nombre de Escuela Naval de Venezuela, y fue decretado como nombre oficial el 25 de mayo de ese mismo año. La Escuela Naval sirvió como semillero de los oficiales que lucharon durante la guerra de la independencia, los cuales conformaron la primera Escuadra Venezolana, que estuvo complementada por cañoneros y embarcaciones pequeñas adaptadas a la circunstancia de naves de guerra. Con el tiempo se fue modernizando y fue creciendo tanto técnicamente como en cantidad de embarcaciones.
Durante los mandatos de Juan Vicente Gómez, hubo un gran abandono de la Armada en general, lo cual influyó por supuesto como obstáculo en el desarrollo de la Escuela Naval, la cual tuvo que realizar sus actividades a bordo de las unidades de la flota. Luego surgió una gran preocupación e interés por parte del general Eleazar López Contreras, quien comenzó a desarrollar nuevamente la armada, desde el año 1937 permitió que los oficiales egresados de la Escuela Naval comenzaran a ser enviados a academias en el exterior a realizar cursos de tecnificación, y en 1938 hizo traer los dos primeros barcos modernizados, un par de exdragaminas adquiridos en Italia entre otras cosas, establecido esto dentro del plan de regeneración y atención de defensa.
En la década de los años 60, específicamente el 4 de mayo de 1960, la Armada Venezolana adquiere, el ARV llamado "Carite" (S-11). Dicha unidad inaugura las fuerzas submarinas de la Armada Venezolana y serviría como buque escuela para muchas generaciones de la Escuela Naval, estuvo en operaciones hasta el año 1977. 
En la década de los 80 se adquieren las fragatas Clase Mariscal Sucre, unidades con una sofisticada tecnología, que permitió el gran desarrollo naval de la escuela y la armada en sí. Dichas unidades fueron: ARV Mariscal Sucre (F-21), ARV Almirante Brión (F-22), ARV General Urdaneta (F-23), ARV General Soublette (F-24), ARV General Salóm (F-25), ARV Almirante García (F-26). En la misma época se adquiere el ARBV Simón Bolívar (BE-11), más conocido como Buque Escuela “Simón Bolívar", que es un buque escuela donde se forman desde entonces los oficiales de la armada venezolana.
El 19 de agosto de 1979, entraron las primeras mujeres cadetes a la Escuela Naval, en total fueron 50, de las cuales 12 culminaron la preparación y se convirtieron en oficiales de la Armada. En total la academia ha tenido veintisiete sedes, catorce a bordo de buques y trece en tierra, y cuenta con un Museo Naval que lleva por nombre Ana María Campos, edificado el 22 de julio de 1965 por el arquitecto José Hoffman Bossio.
El 3 de septiembre de 2010 el entonces presidente Hugo Chávez decreta la creación de la Universidad Militar Bolivariana de Venezuela (UMBV), con la intención de unificar todas las instituciones de educación superior de carácter militar de Venezuela, incluyendo en su momento las cuatro principales academias y/o escuelas de los cuatro de los cinco componentes que integran la Fuerza Armada Nacional Bolivariana, esto bajo el Decreto Presidencial N° 7.662, publicado en Gaceta Oficial de la República Bolivariana de Venezuela N° 379.228, de fecha viernes 3 de septiembre de 2010, en ese decreto la Escuela Naval de Venezuela, empieza a formar parte de la UMBV, y también se establece el cambio de denominación, dejando de llamarse Escuela Naval de Venezuela, pasando a denominarse Academia Militar de la Armada Bolivariana (AMARB).

## La Institución
Se caracteriza por la formación militar de jóvenes cadetes durante un año y medio de estudio para quienes ingresan con una carrera y cuatro años para los bachilleres. Ofrece la carrera de Ciencias Navales enmarcada en el Plan de Estudios Simón Bolívar; los cadetes egresan como oficiales de  comando de la Fuerza Armada Nacional Bolivariana, con el grado de Teniente de Corbeta de la Armada Bolivariana y el título de Licenciados en Ciencias Navales,  en sus distintas menciones las cuales son:

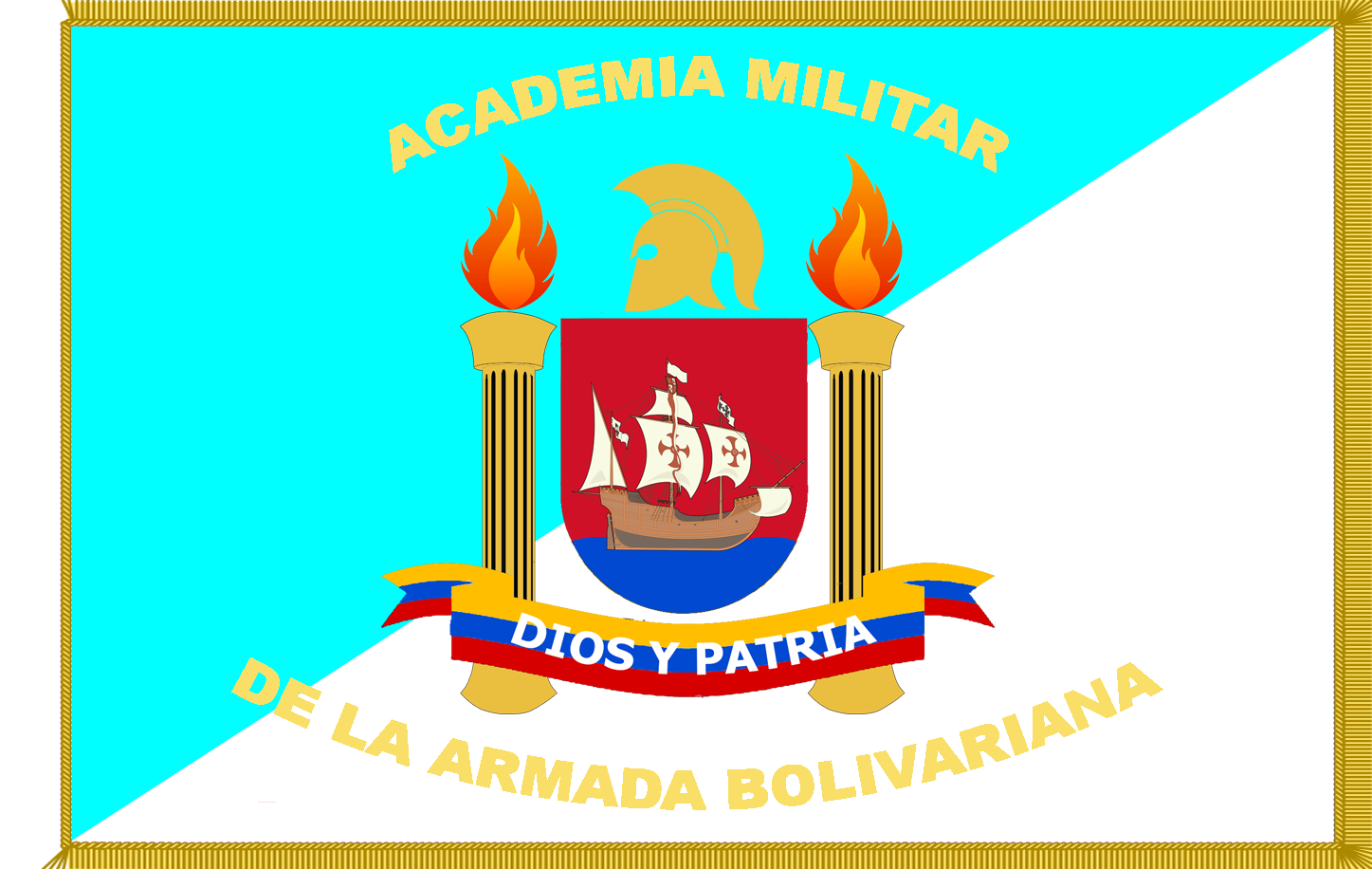
Estandarte de la Academia Militar de la Armada Bolivariana

- Licenciado en Ciencias Navales Mención Artillería de Campaña.
- Licenciado en Ciencias Navales Mención Contrainteligencia Militar.
- Licenciado en Ciencias Navales Mención Cubierta.
- Licenciado en Ciencias Navales Mención Fuerzas Especiales.
- Licenciado en Ciencias Navales Mención Infantería de Marina.
- Licenciado en Ciencias Navales Mención Ingeniería de Combate.
- Licenciado en Ciencias Navales Mención Inteligencia Militar
- Licenciado en Ciencias Navales Mención Logística
- Licenciado en Ciencias Navales Mención Plantas Navales.
- Licenciado en Ciencias Navales Mención Policía Naval.
- Licenciado en Ciencias Navales Mención Vehículos Anfibios.

### Deportes
La Academia Militar de la Armada Bolivariana sus cadetes practican los siguientes deportes: béisbol, voleibol, fútbol, baloncesto, tenis de mesa, softbol femenino, natación, vela, boga, ajedrez, fútbol sala, esgrima, gimnasia artística, atletismo, triatlón, bádminton, tiro de pistola, tiro de fusil, boxeo, karate-do, judo y pentatlón militar.

### Extensión cultural
La Academia dentro de sus instalaciones ofrece los siguientes grupos, cursos y actividades: orfeón, grupo de teatro, prensa, bandola, coral, cine, fondo editorial, capela, música, cuatro, grupo de gaita.

### Servicios
La institución ofrece servicios de: biblioteca, comedor, cafetín, laboratorio de informática, correo electrónico, Internet, transporte, seguro estudiantil, residencia femenina, residencia masculina, servicio médico-odontológico, programas de mejoramiento académico-pedagógico, servicios a la comunidad y beca trabajo.

### Actividades
La institución ofrece las siguientes actividades:

#### Militares y Paramilitares
- Desfiles
- Paradas
- Prácticas de combate individual
- Destreza en el manejo de armas.

#### Navales
- Pasantías:
  - Unidades flotantes.
  - Unidades de infantería de marina.
  - Instalaciones navales.
- Participaciones en operaciones anfibias y aeronavales.
- Cruceros de instrucción por nuestras costas y el exterior.

#### Técnicas y Científicas
- Actividades de aula.
- Laboratorios de Informática.
- Laboratorios Pesados.
- Laboratorios de Física.
- Laboratorios de Química.
- Laboratorios Inglés.
- Investigación.

## Cadetes de la Academia Militar de la Armada Bolivariana

### Jerarquías de los Cadetes de la Academia Militar de la Armada Bolivariana
La jerarquía de los cadetes de la AMARB se basa en una serie de requisitos como son el tiempo, las capacidades y los logros individuales del cadete. La categoría de cadete se adquiere una vez que los aspirantes aprueban un trayecto denominado "periodo de pruebas", el cual en caso de reprobar no son admitidos en la academia. Las jerarquías varían según el año que cursa el cadete, y las distinciones varían según el año y los méritos. Estas distinciones van desde distinguido, pasando por brigadier y Guardiamarina hasta llegar a Guardiamarina mayor, sin embargo esta jerarquización no es general, si no que está limitada para los mejores en sus respectivas promociones y escuadras.
A continuación se describe la jerarquización de los grados de los cadetes de la AMARB:

#### Curso General
| Cadete de Primer Año | Cadete Distinguido de Primer Año |
| -------------------- | -------------------------------- |

| Cadete de Segundo Año | Cadete Distinguido de Segundo Año |
| --------------------- | --------------------------------- |

| Cadete de Tercer Año | Brigadier | Brigadier Segundo | Brigadier Primero | Brigadier Mayor |
| -------------------- | --------- | ----------------- | ----------------- | --------------- |

#### Curso Naval
| Guardiamarina | Guardiamarina Auxiliar | Guardiamarina Mayor |
| ------------- | ---------------------- | ------------------- |